# گاستونه بئان
گاستونه بئان (به ایتالیایی: Gastone Bean) بازیکن فوتبال و اهل ایتالیا است که از سال ۱۹۵۷ میلادی عضو تیم ملی فوتبال ایتالیا بوده و در ۴ بازی ملی حضور داشته‌است. او در بازی‌های ملی‌اش گلی به ثمر نرساند.
جاستونه بیان آخرین بازی ملی خود را در سال ۱۹۵۸ میلادی انجام داد.